# Edgar Nemir
Edgar Nemir   (Waco, 23 de juliol de 1910 - Reno, 1 de febrer de 1969) va ser un lluitador estatunidenc que va competir durant les dècades de 1920 i 1930.
El 1932 va prendre part en els Jocs Olímpics d'Estiu de Los Angeles, on va guanyar la medalla de plata en la prova del pes ploma del programa de lluita lliure.
En finalitzar els Jocs de Los Angeles es va dedicar a la boxa i de 1934 a 1969 fou entrenador de boxa a la Universitat de Califòrnia, on també es va llicenciar en dret.